# Polymère à cristaux liquides

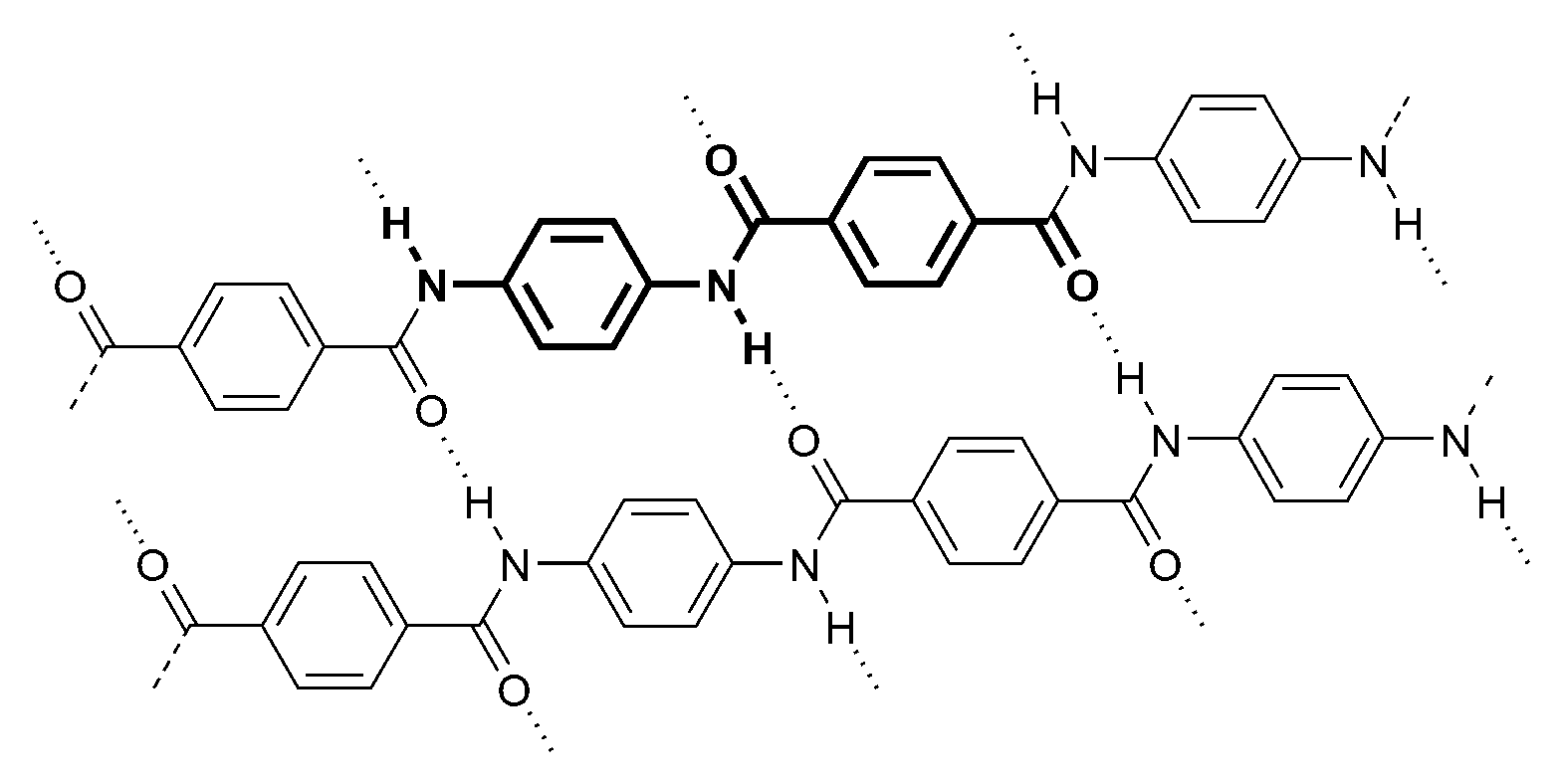

Un polymère à cristaux liquides ou polymère cristaux-liquides (LCP pour : liquid crystal polymer, en anglais) est un polymère rigide même à l'état liquide. Il se trouve dans un état cristal-liquide ou mésomorphe (du grec mesos signifiant médian) qui est un état intermédiaire entre l'état amorphe (isotrope) et l'état cristallin. Dans les mésophases, les molécules sont orientées, très allongées et conformées (disposées) en bâtonnets.
On distingue deux grandes familles de polymères à cristaux liquides :
- les thermotropes, pour lesquels la formation des mésophases se produit en chauffant le polymère au-dessus de sa température de transition vitreuse ou de fusion ;
- les lyotropes, dans ce cas la formation des mésophases nécessite l'utilisation d'un solvant.

Certains polyesters aromatiques et aramides sont des exemples de polymères à cristaux liquides synthétiques. Stephanie Kwolek, une scientifique de Du Pont de Nemours, a découvert en 1964 la fibre synthétique poly(p-phénylènetéréphtalamide), plus connue sous la marque Kevlar. Celui-ci est le premier matériau polymère à cristaux liquides commercialisé (famille des LCP lyotropes).